# Kudoa thyrsites
Kudoa thyrsites is een microscopische parasiet uit de familie Kudoidae. Kudoa thyrsites werd in 1924 beschreven door Gilchrist. 